# Laminac
Laminac (1991-ig Novi és Stari Laminac) falu Horvátországban Belovár-Bilogora megyében. Közigazgatásilag Štefanjéhez tartozik.

## Fekvése
Belovártól légvonalban 13, közúton 21 km-re délnyugatra, községközpontjától 2 km-re keletre a Štefanjét Ivanskával összekötő út mentén fekszik.

## Története
A falu feltehetően Szerdahely néven már a középkorban is létező, jelentős templomos hely volt vásártartási joggal. Szent Erzsébet tiszteletére szentelt templomát 1232-ben említik először „ecclesia sancte Elizabeth de Zerdahel” alakban. 1334-ben az itteni Szent Erzsébet plébániát említi Ivan főesperes a zágrábi püspökséghez tartozó plébániák között „ecclesia beate Elyzabeth” néven. A középkori települést és templomát 1552 körül pusztította el a török
A mai falu a török kiűzése után a 17. században keletkezett, amikor katolikus horvát és pravoszláv szerb lakossággal telepítették be. 1774-ben az első katonai felmérés térképén „Dorf Ulaminecz” néven szerepel. A Horvát határőrvidék részeként a Kőrösi ezredhez tartozott. Lipszky János 1808-ban Budán kiadott repertóriumában ugyancsak „Ulaminecz” a neve.  
Nagy Lajos 1829-ben kiadott művében „Laminecz” néven 82 házzal, 342 katolikus és 69 ortodox vallású lakossal találjuk. A település 1809 és 1813 között francia uralom alatt állt. 
A katonai közigazgatás megszüntetése után Magyar Királyságon belül Horvátország része, Belovár-Kőrös vármegye Belovári járásának része lett. A településnek 1857-ben 445, 1910-ben 1025 lakosa volt. 1918-ban az új szerb-horvát-szlovén állam, majd később Jugoszlávia része lett. 1941 és 1945 között a németbarát Független Horvát Államhoz, majd a háború után a szocialista Jugoszláviához tartozott. A háború után a fiatalok elvándorlása miatt lakossága folyamatosan csökkent. 1991-től a független Horvátország része. 1991-ben lakosságának 98%-a horvát nemzetiségű volt. A délszláv háború idején mindvégig horvát kézen maradt. 2011-ben 341 lakosa volt, akik főként mezőgazdaságból éltek.

## Lakossága
| Lakosság változása | Lakosság változása | Lakosság változása | Lakosság változása | Lakosság változása | Lakosság változása | Lakosság változása | Lakosság változása | Lakosság változása | Lakosság változása | Lakosság változása | Lakosság változása | Lakosság változása | Lakosság változása | Lakosság változása | Lakosság változása |
| ------------------ | ------------------ | ------------------ | ------------------ | ------------------ | ------------------ | ------------------ | ------------------ | ------------------ | ------------------ | ------------------ | ------------------ | ------------------ | ------------------ | ------------------ | ------------------ |
| 1857               | 1869               | 1880               | 1890               | 1900               | 1910               | 1921               | 1931               | 1948               | 1953               | 1961               | 1971               | 1981               | 1991               | 2001               | 2011               |
| 445                | 480                | 585                | 780                | 959                | 1.025              | 877                | 935                | 880                | 848                | 757                | 619                | 515                | 454                | 375                | 341                |

(1857 és 1910 között Starine lakosságával együtt.)

## Nevezetességei
Jézus szentséges szíve tiszteletére szentelt római katolikus kápolnája.